# Postneodarwinismus
Postneodarwinismus je souhrnné označení pro současné hlavní paradigma evoluční teorie vzešlé z Darwinova učení. Vychází z neodarwinismu, tj. dřívější spojení darwinismu, Mendelovy genetické teorie a populační genetiky, avšak užívá genocentrický pohled na evoluci, jak byl popsán v pracích Williama Hamiltona zpopularizován a rozveden v knihách Richarda Dawkinse (viz sobecký gen) a široký adaptacionismus, přesvědčení, že hlavním motorem vývoje organismů je neustálé přizpůsobování se podnětům prostředí a že naprostou většinu znaků současných organismů lze vysvětlit nějakou dřívější adaptací.
V současné době se navíc prosazuje tzv. evo-devo přístup, který upozorňuje, že cesta od genotypu k fenotypu je velice složitá a konkrétní alela neovlivňuje přímo jeden znak. Evoluční novinky navíc vznikají pomocí nové mutace pouze ojediněle, adaptace na změny prostředí se tak často odehrávají pouze změnou zastoupení či místa působení již existujících genů. Někteří biologové mluví o novém evolučním paradigmatu vzešlého z evoluce ontogenetického vývoje, který nahrazuje postneodarwinismus.